# Milán-San Remo 1960
La Milán-San Remo 1960 fue la 51.ª edición de la Milán-San Remo. La carrera se disputó el 19 de marzo de 1960, siendo el vencedor final el francés René Privat, que se impuso en solitario en la meta de San Remo.
Para evitar las llegadas masivas la organización decidió introducir la subida a Poggio de San Remo.

## Clasificación final
| Posición | Ciclista          | Equipo                            | Tiempo     |
| -------- | ----------------- | --------------------------------- | ---------- |
| 1        | René Privat       | Mercier-Hutchinson-BP             | 6h 45' 15" |
| 2        | Jean Graczyk      | Helyett-Leroux                    | + 11"      |
| 3        | Yvo Molenaers     | Carpano                           | + 20"      |
| 4        | Arthur Decabooter | Groene Leeuw                      | + 1' 40"   |
| 5        | Pierre Ruby       | Peugeot-BP-Dunlop                 | m. t.      |
| 6        | Rik van Looy      | Faema                             | m. t.      |
| 7        | Frans de Mulder   | Groene Leeuw                      | m. t.      |
| 8        | Jo De Roo         | Helyett-Leroux                    | m. t.      |
| 9        | René Fournier     | Saint-Raphaël-R. Geminiani-Dunlop | m. t.      |
| 10       | Frans Schoubben   | Peugeot-BP-Dunlop                 | m. t.      |